# جرف الأحمر
الجرف الأحمر هو موقع أثري يقع في سوريا، يرجع تاريخ إنشائه إلى 9600 قبل الميلاد, و يعد من أقدم مواقع الاستيطان البشري في العالم. 

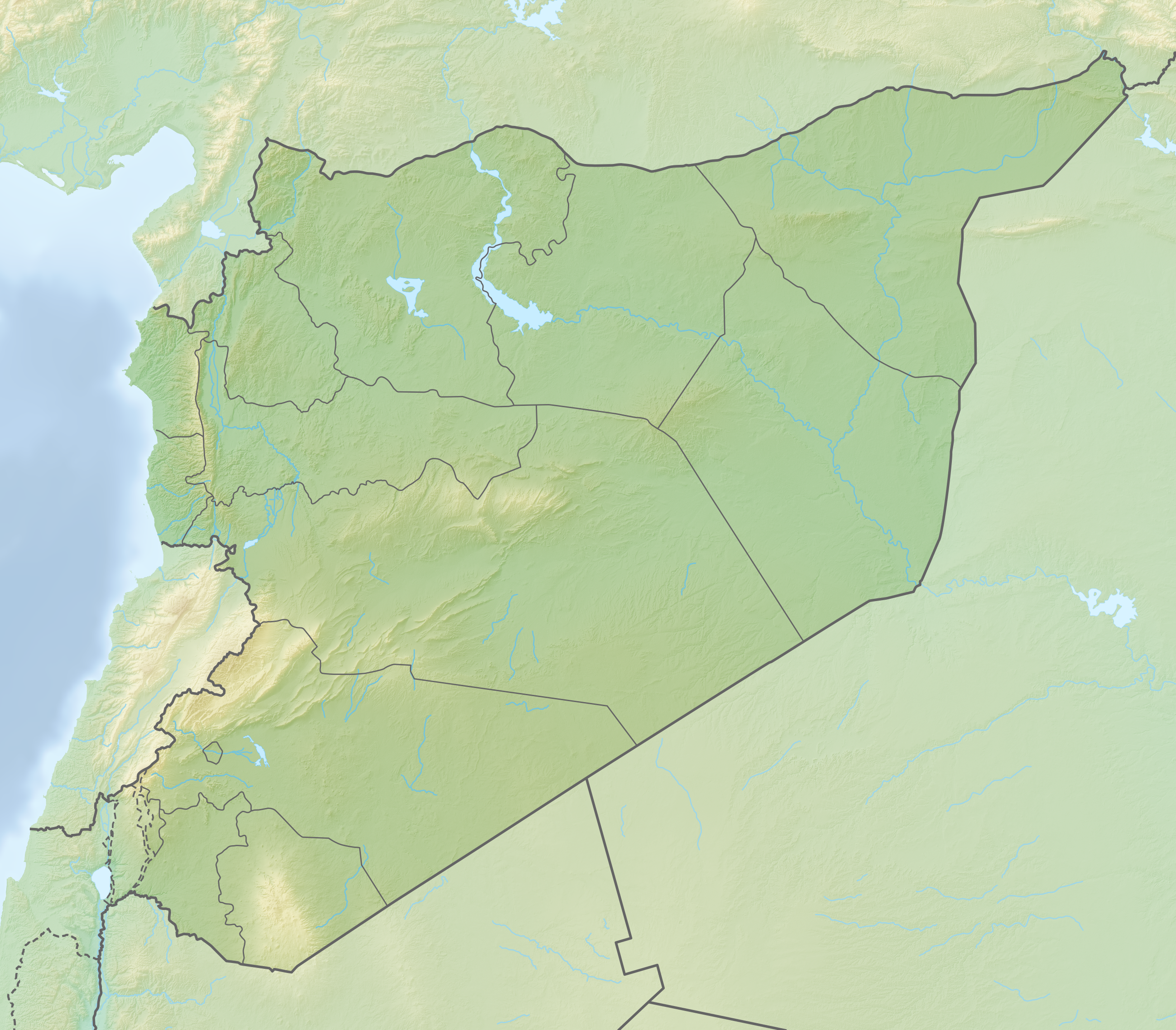

## جرف الأحمر
يقع على بعد 17 كم شمال شرق حلب. اكتشف الموقع عام 1989 من قبل توم مكليلان ومعاونته مندي موترام، وتم التنقيب في مساحة 350 م2 من قبل دانييل ستوردر وبسام جاموس (البزور 2003: 69).
كشفت الحفريات عن عدة سويات أثرية في الموقع وهي:
•	المنطقة الغربية وفيه أقدم السويات (E-4-7) وتميزت بمباني دائرية.
•	السوية الخامسة (E-5) وتظهر فيه التقسيمات الداخلية بواسطة جدران مستقيمة.
•	السوية الثانية (E-2) وتحتوي على مساكن لها جدران خارجية متعامدة.
•	السوية الثامنة (E-8) وتحتوي على مساكن مربعة الشكل.
•	السوية الثامنة (O/E) وتمثل مرحلة انتقالية بين العصر الحجري الحديث ما قبل الفخاري أ PPNA وما قبل الفخاري ب PPNB. وأهم المساكن التي اكتشف هي: EA53، EA30

## المبنى EA30
يقع ضمن السويّة الثانية في الجهة الغربية من الموقع، ويتكون من بناء بيضوي، يتراوح قطره الداخلي بين 6.8-7.4 م، وهو مغروس على عمق أكثر من مترين، دعمت الجدران بأعمدة خشبية، وكانت الجدران تميل للأعلى بحيث يصل ارتفاعها الكلي إلى 2.6 م، ومن المكتشفات الهامة في هذا المبنى باب صغير مربع الشكل يطلق عليه كوة. أما المواد التي استخدمت في تشييد هذا البناء فهي الحجر الكلسي، الطين، الحصى الناعمة، الحصى النهرية، والأخشاب.
كانت الجدران منحوتة وكبيرة الحجم في الجزء السفلي من البناء، وبلغ محيط الجدران 25 م، تحتوي على 24 عمود خشبي قطرها ما بين 15-30 سم ووضع بين الأعمدة الخشبية حجارة ذات شكل أسطواني ومونة من التراب والطين، أما أرضية البناء فقد فرشت بالحصى الناعمة وغطيت بطبقة طينية ناعمة سمكها بين 10-15 سم.
أما الحويطات وهي جدران الحجيرات الداخلية فقد بنيت من الحجارة الأسطوانية تصعد للأعلى بزاوية ميلان وطليت بطبقة من الطين (البزور 2003: 70-73).

## المبنى EA 53
وهو دائري الشكل قطره 7 م، ومغروس في الأرض بعمق 2 م وبني من الحجارة المدعمة بالأعمدة الخشبية، ولم يحتوي على تقسيمات داخلية باستثناء وجود مقعد داخلي، وأضيف جدار داعم لهذا البناء بوضع أعمدة خشبية بشكل عمودي بلغ عددها 30 عمودا، أما السقف فكان من أغصان الأشجار وجذوعها (البزور 2003: 73-74).